# Savigny (Vosges)
Savigny é uma comuna francesa na região administrativa do Grande Leste, no departamento de Vosges. Estende-se por uma área de 6.17 km². Em 2010 a comuna tinha 184 habitantes (densidade: 29,8 hab./km²).